# Трихома
Трихомите са фини власинки по повърхността на растенията и някои протисти, които могат да имат различно устройство и функция. Могат да бъдат разположени по надземната част на растението или по корените му. Трихомите могат да предпазват растението от дребни растителноядни животни, да ограничават изпарението на вода от повърхността му, да предотвратяват измръзване и други.